# 西田長男
西田 長男（にしだ ながお、1909年3月31日 - 1981年3月28日）は、日本の神道学者、國學院大學名誉教授。
三重県出身。國學院大學卒。宮地直一に師事。戦前は大倉精神文化研究所研究員、東京帝国大学講師、戦後は國學院大學教授。1955年「日本宗教の発生に関する一試論」で國學院大文学博士。

## 著書
- 『葉隠講話』有精堂出版部　1942
- 『神道史の研究』雄山閣　1943
- 『神道論』躬行会・大倉精神文化研究所紀要　1943
- 『神々と国家』明世堂　1944
- 『日本古典の史的研究』理想社　1956
- 『日本宗教思想史の研究』理想社　1956
- 『神道史の研究 第2』理想社　1957
- 『古代文学の周辺』南雲堂桜楓社　1964
- 『神社の歴史的研究』塙書房　1966
- 『日本神道史研究』全10巻　講談社、1978-79

第1巻 (総論編)
第2-3巻　古代編
第4-5巻　中世編　
第6-7巻　近世編　
第8-9巻　神社編　
第10巻 (古典編)

## 共著
- 『神道の宇宙 魂のコスモグラムに遊星的郷愁を求めて』高橋秀元共著　工作舎 1980 プラネタリー・ブックス
- 『神々の原影』三橋健共著　平河出版社 1983

## 校訂
- 大山為起『氏族母鑑 22巻』伏見稲荷大社　1957
- 『中臣秡・中臣秡抄』叢文社　1977　吉田叢書

## 記念論集
- 『神道及び神道史 西田長男博士追悼論文集』国学院大学神道史学会編　名著普及会　1987

## 参考
- デジタル版日本人名大辞典: